# Dům U zlatého beránka (Plzeň)
Dům U zlatého beránka je městský dům v severní frontě domů na náměstí Republiky v Plzni.

## Historie
Dům je původně gotický, byl renesančně přestavěn ve 2. polovině 16. století, poté barokně v roce 1738, raně klasicistní přestavba proběhla ve 3. čtvrtině 18. století, klasicistní potom v 1. polovině 19. století. Fasáda byla upravena v roce 1889 a znovu v roce 1924.
Od roku 1991 je dům chráněn jako kulturní památka.

## Majitelé
Vlastníky domu byli:
- od roku 1549 uzdař Lepolt
- v letech 1584–86 Jiří Krumlovský
- od roku 1568 hospodský Benedikt Draxl
- Fridrich Sylván z Feldštejnu (v roce 1618 zde byl ubytován velitel císařské posádky Felix Dornhaim)
- od roku 1654 učitel a primas Jan Slovacius (též Slováček)
- od roku 1669 Volf Weydner
- od roku 1730 Jan Václav Hostounský
- v letech 1774 – 1823 pekař Tomáš Salát, za jehož vlastnictví se poprvé objevuje název U zlatého beránka
- v roce 1823 dům získala dcera Tomáše Saláta Barbora Salátová, která jej vlastnila společně s uměleckým krásnobarvířem Janem Eklem

## Architektura
Dvoupatrový zděný dům stojí na obdélníkovém půdorysu. Fasáda je provedena v neobarokním stylu. Přízemí je členěno pásováním, hlavní polokruhový portál je umístěn vlevo. V patrech je fasáda rozčleněna lizénami s naznačenými plochými hlavicemi s motivem triglyfů. Zajímavostí je asymetricky umístěná pásovaná lizéna při pravém nároží domu. Okna jsou po dvojicích sdružená a ve druhém patře mají zvýrazněné klenáky. Parapety jsou zdobeny plochým obrazcem s volutou po stranách a s motivem jednoduché čabraky. Dům je završen mansardovou střechou.